# Tiutiurivșciîna, Hadeaci
Tiutiurivșciîna (în ucraineană Тютюрівщина) este un sat în comuna Velbivka din raionul Hadeaci, regiunea Poltava, Ucraina.

## Demografie
Componența lingvistică a localității Tiutiurivșciîna
     Ucraineană (98,25%)
     Alte limbi (1,76%)
Conform recensământului din 2001, majoritatea populației localității Tiutiurivșciîna era vorbitoare de ucraineană (98,25%), existând în minoritate și vorbitori de alte limbi.